# Ezüstfoltos púposszövő
Az ezüstfoltos púposszövő (Spatalia argentina) a púposszövőfélék családjába tartozó, Európában és Kis-Ázsiában honos éjjeli lepkefaj. 

## Megjelenése
Az ezüstfoltos púposszövő szárnyfesztávolsága 3-4 cm. Feje és gallérja sárga vagy szürkéssárga, torának középvonala barna, sárgásbarna vagy sárga, kétoldalt sörösesbarna. Potroha sárga vagy barnássárga. Elülső szárnyai vörösessárgák, a hím esetében zöldesen márványozott lehet. Középen nagy, vastag V alakú fehér folt látható; csúcsával szemben egy kisebb V-folt, két száránál egy-egy kerekded vagy szögletes kicsiny folt látszik. Környezetük vörösbarnás. A belső harántsáv legtöbbször nem látszik, a külsőt elmosódó foltsor jelzi. Az erek sárgák, főleg a szegélynél. A hátulsó szárny egyenletes halvány barnássárga vagy sárga. A fonák egyszínű, fénytelen sárga, az első és hátsó szárnyak elülső szegélyénél található egy-egy halványbarna folt. A rövid rojt szürkésfehér-barna csíkozottságú, illetve fehér.
Változékonysága nem számottevő.
Petéi kerekdedek, halványzöld színűek. 
Kifejlett hernyója vörösbarna, szürke foltokkal, púpjai feketések. Bábja vörösbarna vagy feketésbarna. 

### Hasonló fajok
Magyarországon nem él másik, hozzá hasonló faj. 

## Elterjedése
Európában és Kis-Ázsiában honos, az Ibériai-félszigettől Dél-Oroszországig. Közép- és dél-európai faj, északon (beleértve a Brit-szigeteket) hiányzik. Magyarországon mindenütt elterjedt, gyakori faj. 

## Életmódja
Meleg tölgyerdők, tölgyesekkel, cserjésekkel és száraz rétekkel váltakozó élőhelyek lakója. 
Évente két nemzedéke nő fel, imágóit április-júniusban és július-szeptemberben lehet látni. Hernyója elsősorban tölgy (ritkán nyár vagy fűz) leveleivel táplálkozik. A második nemzedék bábja áttelel. 

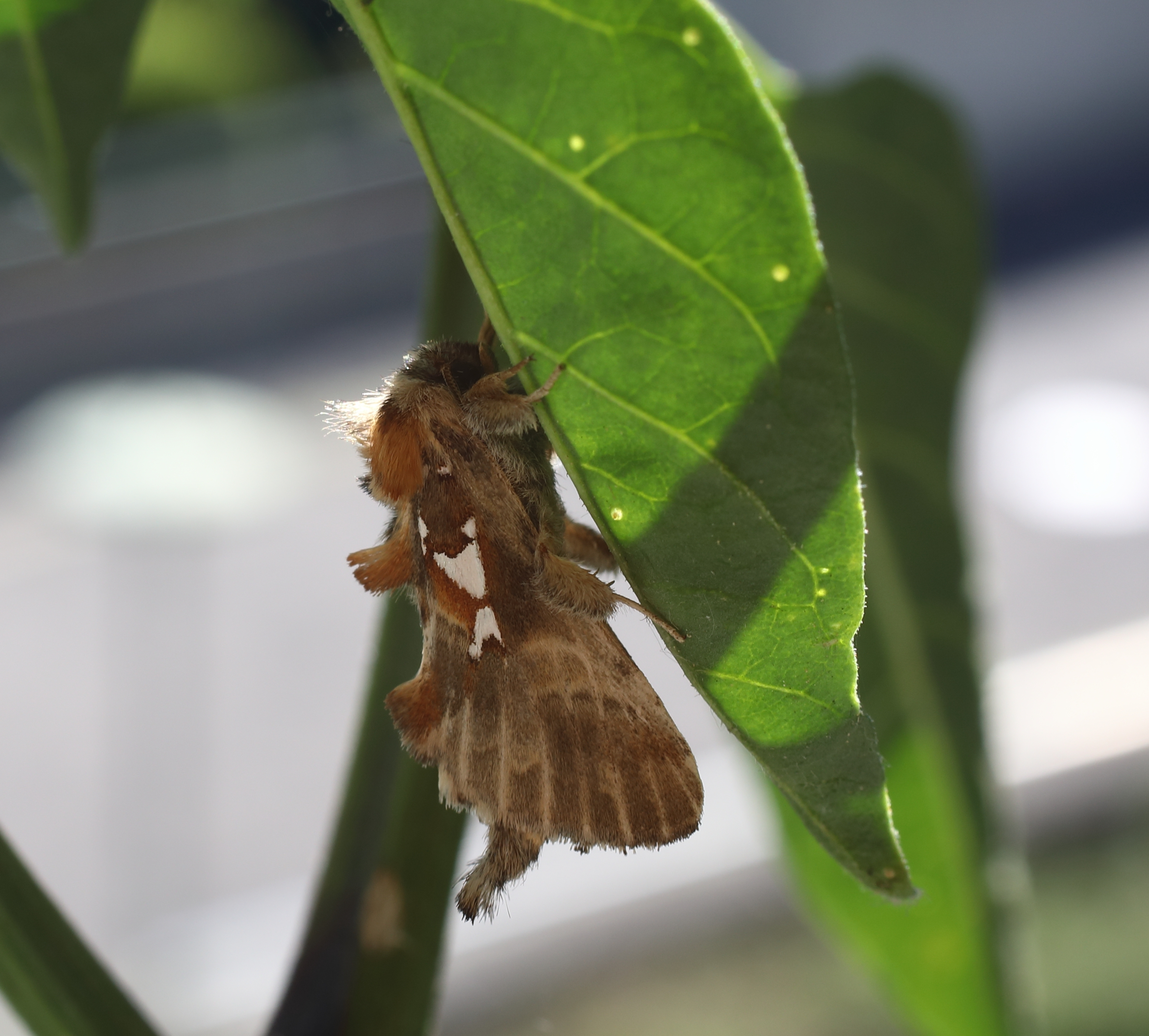
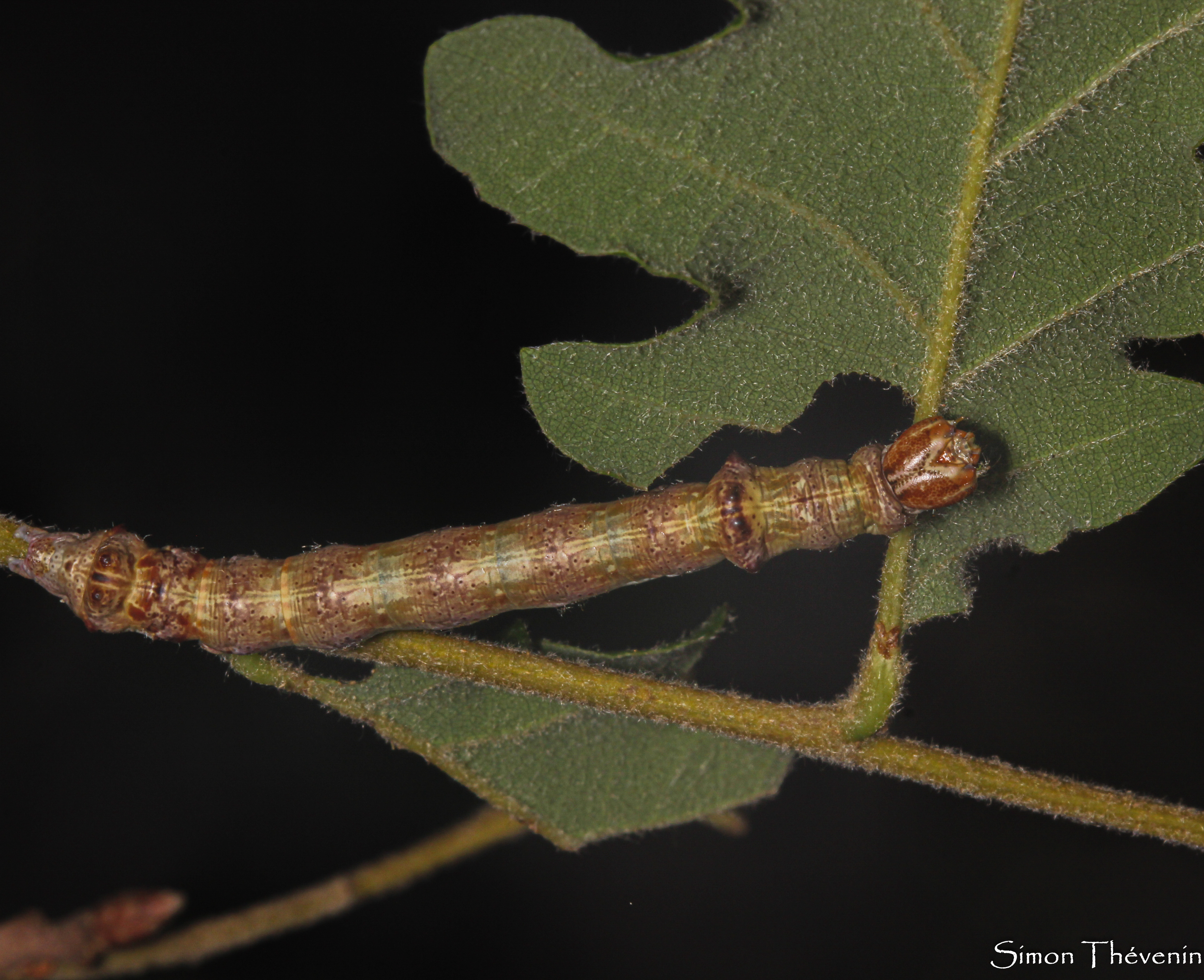

Magyarországon nem védett.